# Mauritia scurra
Mauritia scurra là một loài ốc biển, là động vật thân mềm chân bụng sống ở biển trong họ Cypraeidae, họ ốc sứ.

## Phụ loài
Các phân loài sau được công nhận:
- Mauritia scurra mundula Lorenz, 2002 [2]
- Mauritia scurra scurra (Gmelin, 1791) [3] (đồng nghĩa: Cypraea standeni Melvill, J.C., 1895, Cypraea nifella Sulliotti, G.R., 1924, Cypraea nigella Sulliotti, G.R., 1924, Cypraea viridosa Sulliotti, G.R., 1924)

## Phân bố
Loài này và các phân loài của nó phân bố ở Ấn Độ Dương dọc theo Aldabra, Chagos, Comoros, Kenya, Madagascar, vùng bể Mascarene, Mauritius, Mozambique, Réunion, Seychelles, Somalia và Tanzania, ở Polynesia, Oceania và miền đông Úc.

## Hình ảnh

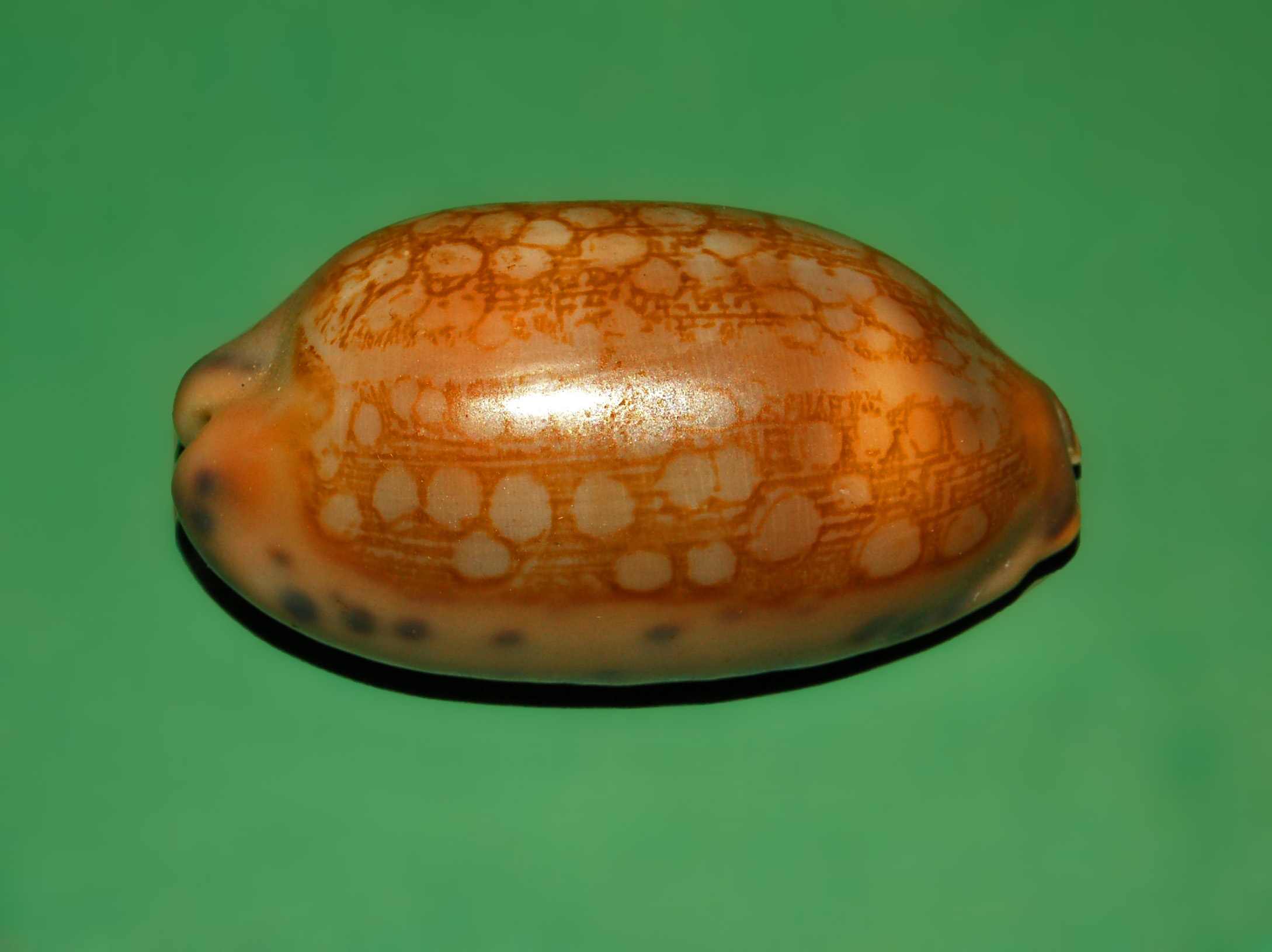
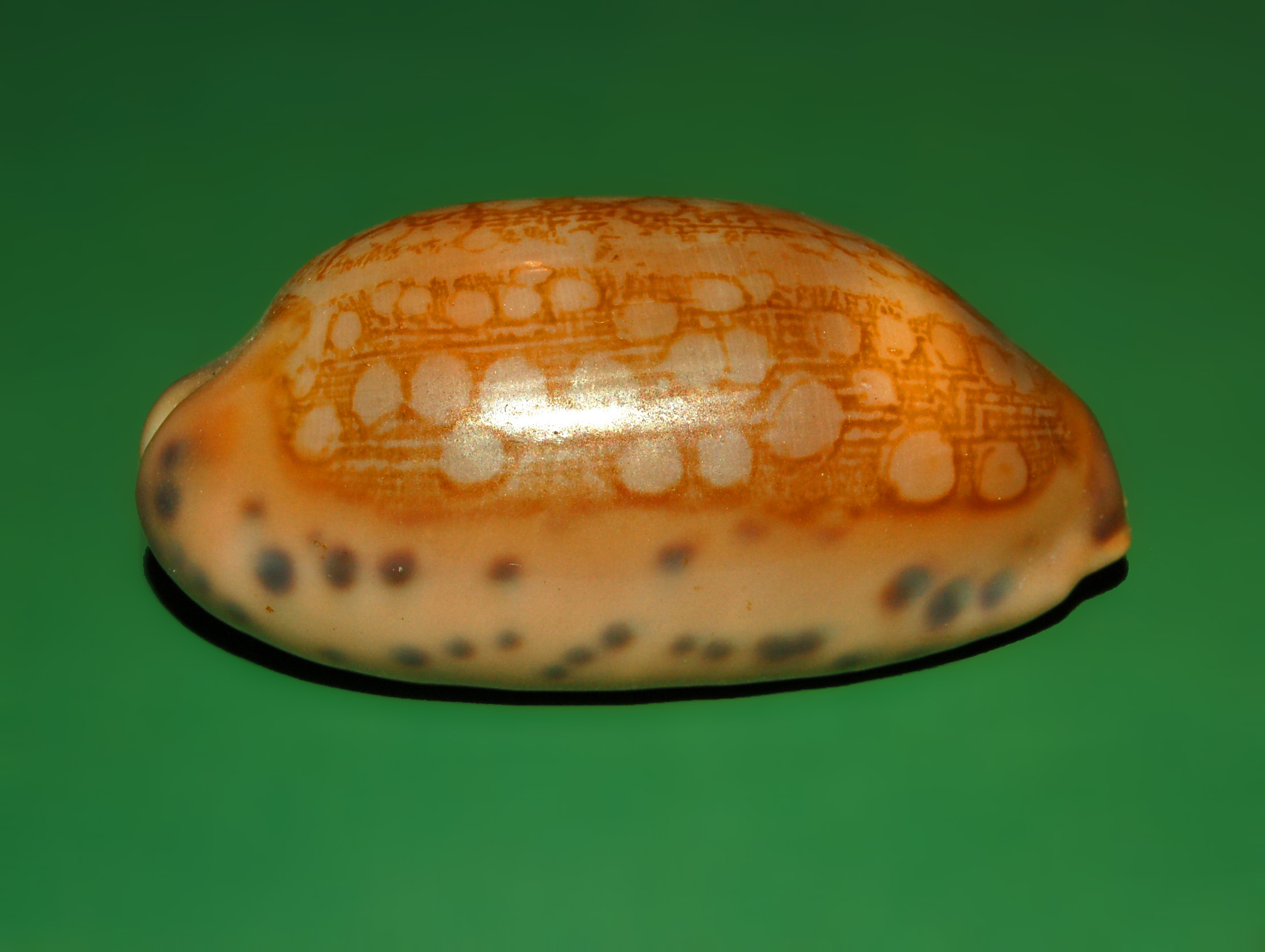
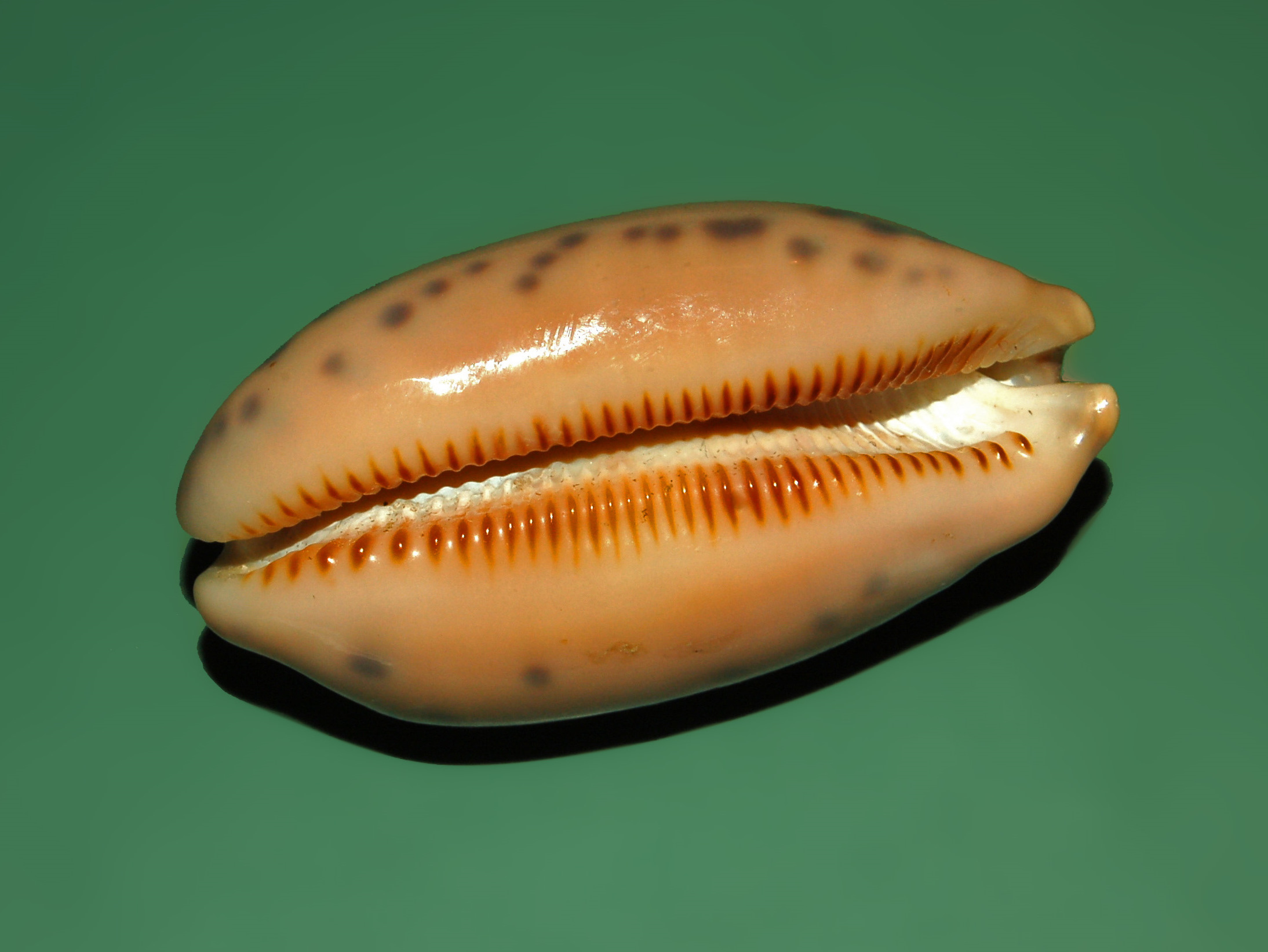